# Catholic News Agency
Catholic News Agency (CNA) est un service d'information appartenant à Eternal Word Television Network (EWTN), qui fournit des informations liées à l'Église catholique à un public anglophone mondial. L'agence a été fondée en 2004 à Denver, Colorado et a été acquis par EWTN en 2014. Le service est basé à Washington, DC.

## Histoire
Elle a été fondée en 2004 à Denver, Colorado, aux États-Unis en tant que section anglaise du groupe mondial hispanophone ACI (es). 
En 2011, CNA a déclaré fournir gratuitement des informations, reportages, commentaires et du photojournalisme aux rédacteurs de journaux.
CNA a été acquis par EWTN en 2014.
Entre 2017 et décembre 2020, CNA a été dirigé par le rédacteur en chef J.D. Flynn. Ce dernier a quitté CNA avec le chef du bureau de Washington, Ed Condon, pour fonder The Pillar (en).
Depuis janvier 2023, la directrice exécutive est Jeanette De Melo, rédactrice en chef de longue date du National Catholic Register, qui appartient également à EWTN. De Melo est actuellement directrice exécutive du National Catholic Register et de CNA.